# Bóikivshchina
Bóikivshchina (ucr. Бойківщина) es una óblast histórica y etnográfica situada en la vertiente norte y sur de los Cárpatos; abarca las óblasts montañosas de Leópolis, Ivano-Frankivsk, las regiones transcarpáticas —entre los ríos San y Lomnitsa, y el óblast de Transcarpacia de Ucrania— desde el río Uzh en el oeste hasta el río Tereblya en el este, así como la voivodía Podkarpackie de Polonia, y cubre unos 8 000 km².
Comprende parcialmente los óblats de Lviv, Transcarpatia e Ivano-Frankivsk, entre los ríos Uzh y Sian, al oeste, y Límnitsa y Teresva, al este, ocupando aproximadamente 8.000 km². Si bien no es la localidad con mayor población, Turka es considerada la capital de la región. Otras ciudades importantes son Skole, Borinia, Mizhguiria, Stári Sambir, Sambir, Borislav, Drogobich, Dolyna y Kalush. 
Entre 1772 y 1918 perteneció al Imperio austrohúngaro y entre 1919 y 1939 a Polonia. Desde 1939 forma parte de Ucrania.
Los boikos son un subgrupo étnico ucraniano. Si bien algunos estudiosos consideran a los boikos como parte de la etnia rutena, la mayor parte de ellos se autoidentifican como ucranianos. Hablan una variante del ucraniano, con préstamos provenientes del polaco, eslovaco y rumano. La mayoría de los boikos profesan el cristianismo, principalmente adscriptos a la Iglesia greco-católica ucraniana mientras que otra parte lo hace a la Iglesia ortodoxa de Ucrania.
- Datos: Q2040749